# Drašković
Drašković falu Horvátországban Varasd megyében. Közigazgatásilag Breznicához tartozik.

## Fekvése
Varasdtól 30 km-re délre, községközpontjától 6 km-re délkeletre, az A4-es autópálya közelében a dombok között szétszórtan fekszik. 

## Története
1910-ben 242 lakosa volt, lakosságát ekkor számlálták meg önállóan először. 1920-ig Varasd vármegye Novi Marofi járásához tartozott. 2001-ben 125 háztartása és 446 lakosa volt. A bisagi plébániához tartozik.

## Nevezetességei
Kápolnája, oltárképét Josip Marenčić festette.

## Külső hivatkozások
- Breznica község hivatalos oldala
- A bisagi plébánia honlapja